# Pndapetzim
Pndapetzim es una ciudad ficticia, presentada en el libro de Umberto Eco "Baudolino". 
Pndapetzim es una ciudad de algún lugar del Asia, cientos de jornadas de camino al este de Armenia. Pndapetzim es la entrada al Reino del Preste Juan, la única y obligada entrada. Está ubicada en un terreno relativamente fértil, cultivado con olivos y frutales, y limita con una enorme cadena montañosa, que cierra el paso al resto del reino. Está gobernada por el Diácono Juan, sucesor del Preste del mismo nombre. Aparentemente, Juan (o Giovanni) es un título y no un nombre.
La característica más llamativa de Pndapetzim es su población. Prácticamente todos los habitantes de Pndapetzim son monstruos humanoides del bestiario medieval: esciápodos, blemias, gigantes, sátiros, poncios, panocios y pigmeos. Los únicos humanos de Pndapetzim son los guardas nubios del Diácono y sus servidores eunucos. Cada raza tiene además sus propias creencias religiosas, su propia forma de herejía basada en el modelo de otras herejías famosas. Por ejemplo: los esciápodos siguen la herejía de Arrio y los nubios son circunceliones. A pesar de su población heterogénea, Pndapetzim vive en paz; sus habitantes respetan a los guardias nubios y a la autoridad del Diácono. Según los eunucos, Pndapetzim es tanto una fortaleza contra invasiones externas como una especie de colonia de exilio de la población monstruosa y herética que habitaba antiguamente el reino del Preste. 
Aunque nominalmente la autoridad del Diácono es absoluta, en realidad este no es más que un títere de los Eunucos, venidos del Reino. En los últimos años de Pndapetzim, el diácono cayó presa de la lepra y su enfermedad fue considerada secreto de estado. El diácono fue recluido en el interior de la torre y Praxeas, logoteta entre los eunucos, lo manipulaba a voluntad.
La arquitectura de Pndapetzim es primitiva: casa de barro cónicas y triangulares. Sus iglesias están cavadas en la roca viva por los gigantes. Desconocen el metal y todo lo construyen en madera y piedra. Su cocina es exótica y basada en animales imaginarios, como methagallinario o thinsireta. Su única bebida alcohólica es un vino de palma muy fuerte llamado burq. Nada saben de caballos, de barcos o de piedras preciosas: están sumidos en la pobreza tecnológica.
Durante siglos Pndapetzim vivió bajo la amenaza de los hunos blancos, que nunca se materializaba en un ataque real. Cuando realmente los hunos atacaron la ciudad, esta fue incapaz de defenderse y toda su monstruosa población fue masacrada por los bárbaros. La garganta en las montañas que comunicaba con el reino del Preste Juan fue obstruida y toda comunicación con el reino legendario se perdió para siempre.
- Datos: Q7205946